# ジャパン・フィルム・ソサエティー
ジャパン・フィルム・ソサエティー（英語: Japan Film Society、略称: JFS）は、ロサンゼルスを拠点とするNPO法人である。2009年に設立された後、非営利公益501(c)(3)団体として法人化された。会長はJFSの共同創立者でもある三石勇人。

## 主な活動
設立以来、邦画を通して一般アメリカ人に日本文化を促進することをミッションとして掲げ、LAを中心に邦画の映画祭、スクリーニングやコンペ、講演会等のイベントを開催している。ソニー・ピクチャーズと共同での『モスラ』デジタル・レストア版の上映イベント、南カリフォルニア大学における『脇役物語』の上映と同映画監督の緒方篤を招いての質疑応答、声優クリスピン・フリーマンによるアニメ作品にみる神話学に関する講演会、等のイベントを開催している。
JFS最大のイベントは2011年より毎年開催している新作日本映画に特化した映画祭「LA EigaFest」である。過去オープニング作品として『ミロクローゼ』『るろうに剣心』『許されざる者』『ルパン三世』等のワールド、北米、または米国プレミア上映を行い、山田孝之、青木崇高、桃井かおり、渡辺謙、黒木メイサ等を日本から招聘している。また同映画祭内では毎年日米の映画関係者を招いてのパネルディスカッションを開催しており、過去には映画監督ダグ・リーマン、プロデューサーのロイ・リー等を招致している。本映画祭開催の目的は(1)一般アメリカ人に訴求する最新の日本映画の紹介、(2)ハリウッド進出を志す若手フィルムメーカーのハリウッドコミュニティーへの紹介、(3)日本のエンターテインメント業界とハリウッド業界のビジネス間の交流の促進と定義している。
2013年には同じくロサンゼルスで開催されているアニメ・エキスポ内において、日本のアニメ・ゲームにインスパイアされたショートフィルムのコンペを行った。覆面レスラーのウルティモ・ドラゴンが審査員の一人を務めた。